# عملیات کتسوگو
عملیات کتسوگو (به ژاپنی: 決号作戦 けつごうさくせん)، نام یک عملیات دفاعی برای سرزمین اصلی ژاپن است که توسط ارتش ژاپن در طول جنگ اقیانوس آرام پیشنهاد شد.
این عملیات هرگز انجام نشد زیرا ژاپن اعلامیه پوتسدام را پذیرفت و در اوت ۱۹۴۵ تسلیم شد. به‌طور دقیق، این نام طرح ارتش در طرح کلی طرح عملیاتی ارتش و نیروی دریایی امپراتوری است.

## پیشینه
دولت ژاپن و ستاد کل امپراتوری، نبرد فیلیپین را «نبرد سرنوشت‌ساز بین ژاپن و ایالات متحده» نامیدند و تمام تلاش خود را صرف آن کردند. پیاده شدن آمریکایی‌ها در خلیج لینگاین در جزیره لوزون در ۹ ژانویه ۱۹۴۵ (شوا ۲۰) شکست ارتش ژاپن در فیلیپین را تقریباً قطعی کرد و تنها مسئله زمان بود تا از دست دادن قلمرو و حمله نیروهای متفقین مانند نیروهای بریتانیا و آمریکا به سرزمین اصلی اتفاق بیفتد.
در آن زمان، ارتش ژاپن کنترل دریا و هوا را در شبه جزیره مالایا، هندوچین، دریاهای جنوبی، جنوب چین و در منچوری، که متحد ژاپن بود، به دست گرفته بود. با این حال، به دلیل حملات زیردریایی‌ها و هواپیماهای نیروی دریایی ایالات متحده و سلطنتی، کمبود کشتی‌های حمل و نقل و همچنین سوخت، خدمه و زیردریایی برای هواپیماهایی که از آنها محافظت می‌کردند، وجود داشت. علاوه بر این، پس از نبرد ماریانا (ژوئن ۱۹۴۴) و نبرد خلیج لیت (اکتبر ۱۹۴۴)، آنها کنترل دریا و هوا را از اوکیناوا، که در مجاورت سرزمین اصلی ژاپن است، تا تایوان از دست داده بودند. علاوه بر این، به دلیل عملیات‌های ضربتی نیروهای متفقین، خطوط تدارکاتی بین حوزه‌های نفوذ فوق‌الذکر و سرزمین اصلی قطع شد و نه تنها سوخت و تدارکات از این حوزه‌های نفوذ قابل حمل بود، بلکه نیروهای کمکی برای ارتش و نیروی دریایی نیز نمی‌توانستند آزادانه ارسال شوند.
علاوه بر این، ارتش آلمان، متحد ژاپن، شکست‌های مکرری را در نقاط مختلف اروپا متحمل شده بود و نیروهای متفقین مانند ارتش‌های بریتانیا، ایالات متحده و شوروی در حال حمله به سرزمین اصلی آلمان بودند و پس از شکست آلمان، انتظار می‌رفت که اتحاد جماهیر شوروی وارد جنگ علیه ژاپن شود.

## طرح اولیه
پس از بررسی دقیق، ستاد کل امپراتوری، طرح عملیاتی ارتش و نیروی دریایی امپراتوری O-Am را در ۲۰ ژانویه ۱۹۴۵ تدوین کرد تا حمله نیروهای متفقین به سرزمین اصلی را به تأخیر بیندازد و در عین حال سرزمین اصلی را برای عملیات آماده کند و مقدمات نبرد سرنوشت‌ساز در سرزمین اصلی فراهم شد. این طرح عملیاتی، استراتژی رهگیری فرسایشی نیروی دریایی امپراتوری را اتخاذ کرد که عبارت بود از مقابله تا حد امکان و خونریزی دشمن، در عین حال آماده‌سازی نیروهای نظامی و نبرد سرنوشت‌ساز در سرزمین اصلی ژاپن در صورت حمله نیروهای متفقین به «منطقه مرزی»، یعنی جزایر کوریل، جزایر اوگاساوارا، جزایر نانسی در جنوب اوکیناوا و تایوان. اتفاقاً، طرح نیروی دریایی که همزمان با طرح O-Am تدوین شده بود، نیز تصویب شد و عملیات Ten-Go (عملیاتی که جزایر کوریل، جزایر اوگاساوارا، جزایر نانسی در جنوب اوکیناوا و تایوان را هدف قرار می‌داد) نامیده شد.
ارتش ژاپن پیش‌بینی کرد که نیروهای متفقین در پاییز ۱۹۴۵ به سرزمین اصلی حمله خواهند کرد. سندی که وضعیت دشمن را در آن زمان تجزیه و تحلیل می‌کرد، بیان داشت:
زمان، جهت و مقیاس حمله به سرزمین اصلی ما هنوز نامشخص است، اما مناسب‌ترین ترتیب رویدادها، شکست دادن قابلیت‌های جنگی ما با شکست دادن نیروهای هوایی و دریایی ما، پیشروی پایگاه‌های هوایی و دریایی و نابودی کامل تولید و حمل و نقل در ژاپن، منچوری و چین، قطع مانور نظامی بین قاره و سرزمین اصلی و سپس تمرکز و جهت‌دهی کافی نیروهای زمینی قبل از اقدام است. زمان‌بندی بسته به تحولات آینده تغییر خواهد کرد، اما ما معتقدیم که باید از پاییز امسال به بعد به‌طور ویژه هوشیار باشیم.
این تقریباً همزمان با برنامه حمله نیروهای متفقین به سرزمین اصلی ژاپن (عملیات سقوط) بود.